# Ліфт

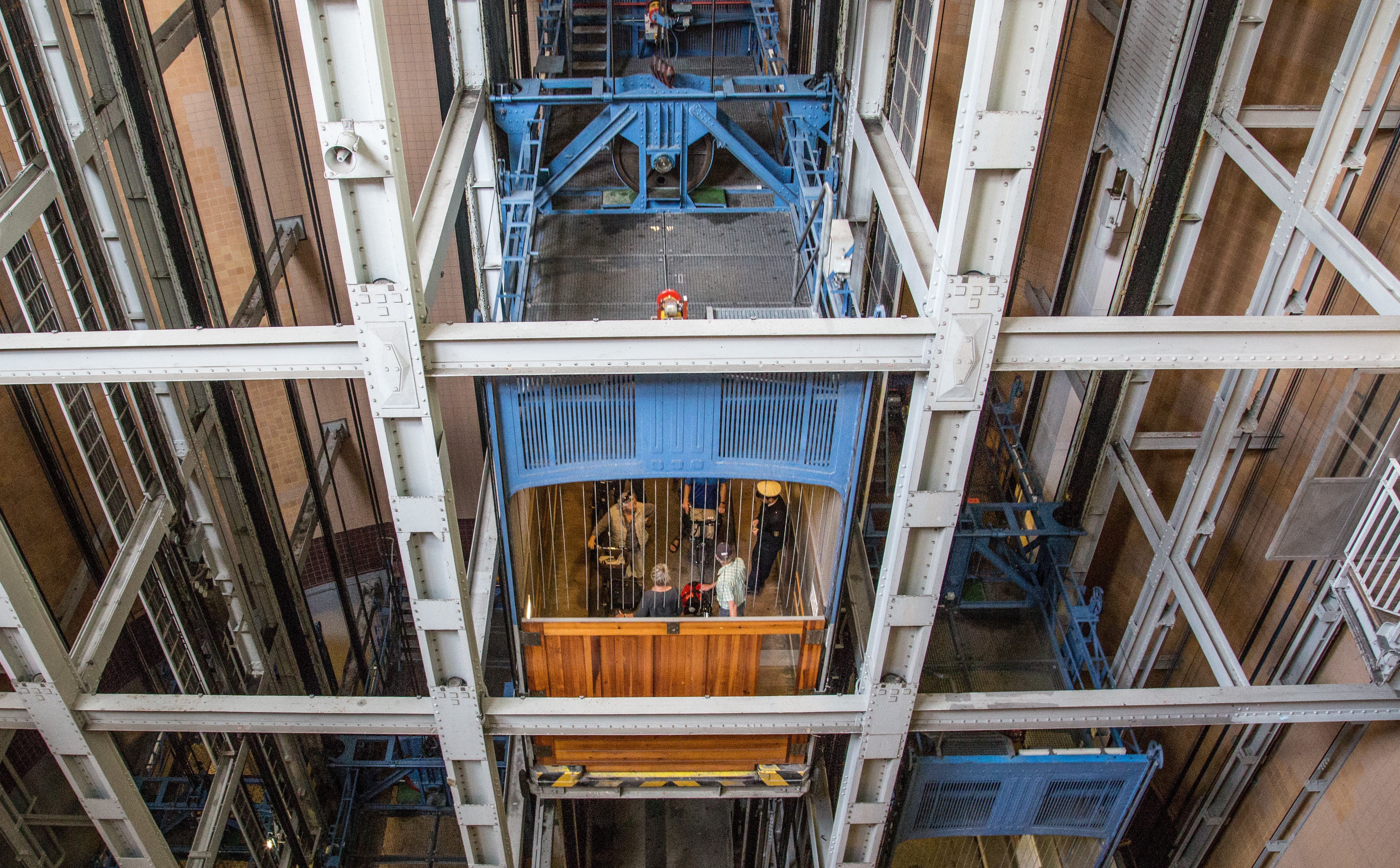
Ліфт. ХХ ст. Гамбург.

Ліфт (англ. lift — «підйомник», від to lift — «підіймати») — технічна споруда зі спеціальною кабіною для вертикального переміщення людей або вантажів у спеціальних кабінах (клітках), що рухаються в жорстких напрямних пристроях.

## Історія

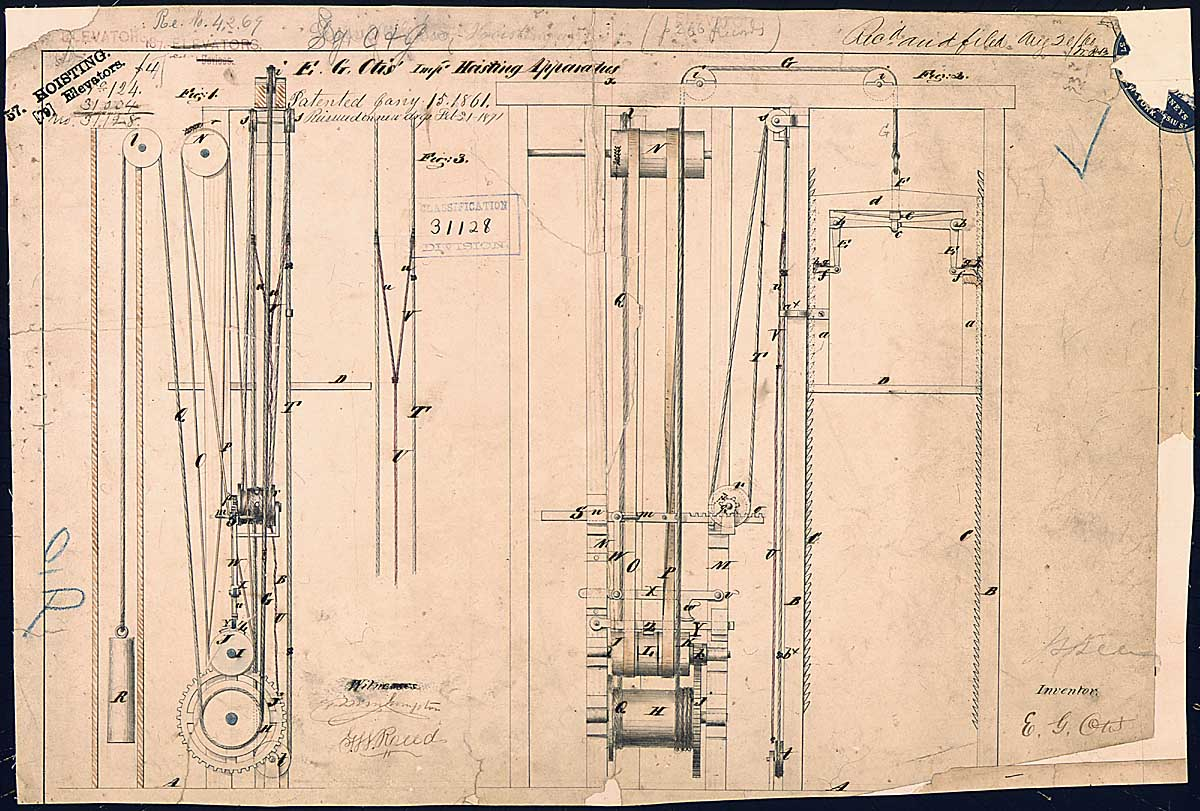
Перший кресленик ліфта, 1861 р.

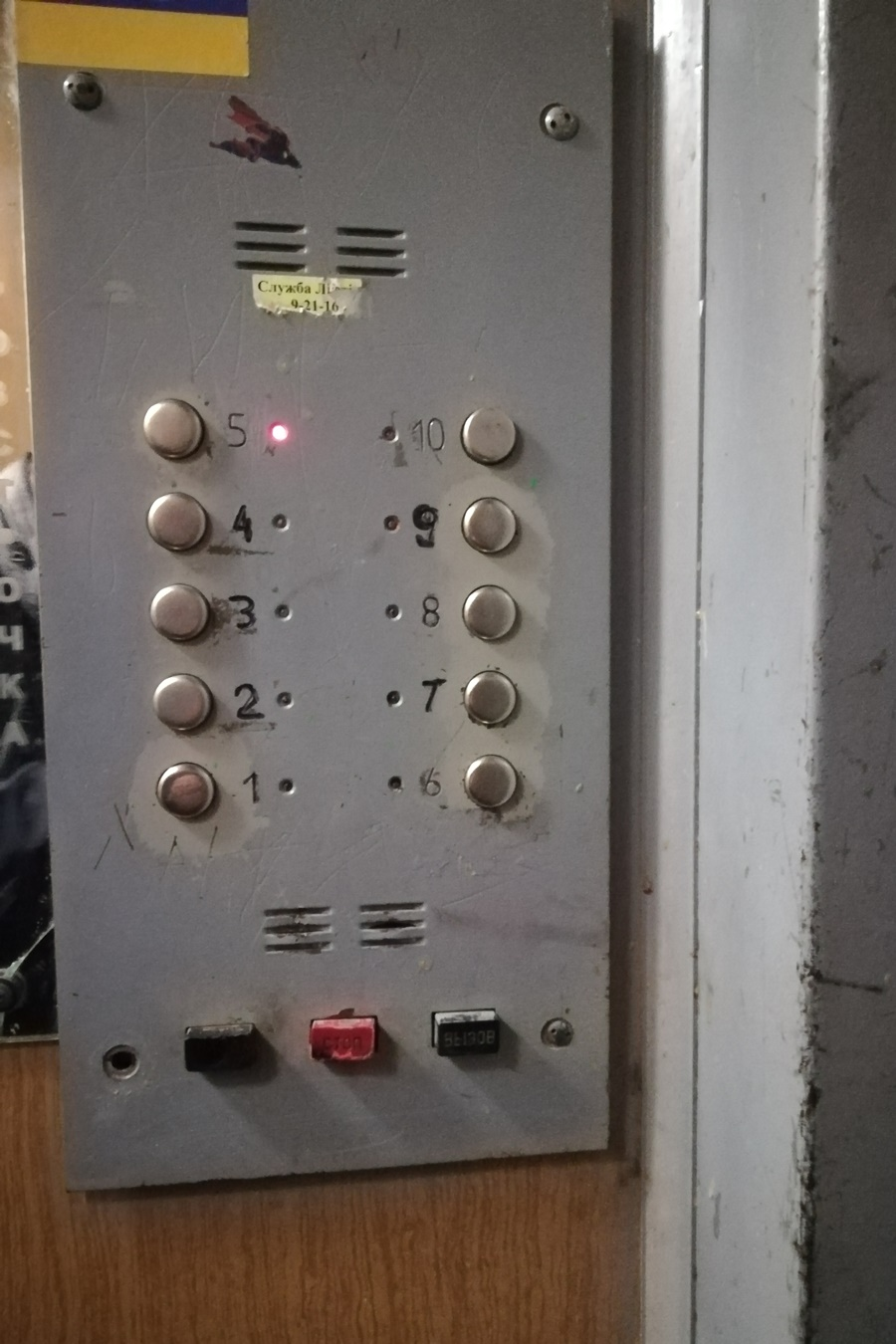
Управні кнопки сучасного ліфта

Вперше про ліфт писав римський архітектор Вітрувій, посилаючись у свою чергу на Архімеда, який побудував підйомний апарат, ймовірно, ще в 236 році до н. е.
Пізніші згадки про ліфт датуються серединою VI століття (ліфти монастиря Святої Катерини в Єгипті), першою чвертю XVIII століття (у Франції) і XVII століття (ліфт Віндзорського замку в Англії, «Летючий стілець» Велаєра в одному з паризьких палаців). У XVIII столітті пасажирські ліфти почали застосовуватися в Росії (ліфти палацових споруд Царського Села, підмосковній садиби Кусково, підйомні стіл і крісло в Петродворцовському Ермітажі). У 1795 році І. П. Кулібін розробив конструкцію гвинтового пасажирського ліфта (підйомних і спускних крісел) для Зимового Палацу. В 1816 році ліфт був встановлений в головному будинку підмосковної садиби Архангельське.
У 1854 році Е. Г. Отіс продемонстрував свій пристрій безпеки — уловлювач — в Кристал-Паласі на виставці в Нью-Йорку. Отіс ставав на відкритій платформі підйомника і сокирою обрубував канат, що її утримував. При цьому платформа залишалася на місці і не падала в шахту завдяки уловлювачу.
Перший пасажирський ліфт-підйомник був встановлений в Нью-Йорку в 1857 році. Отіс і не підозрював, що його простий пристрій безпеки у поєднанні з використанням сталевих каркасів будівель дасть можливість будувати численні хмарочоси.
У 1859 році фірма Отіса поставила в готелі «П'ята авеню» гвинтовий ліфт. Від підвалу до горища будівлю пронизував величезний металевий гвинт, а кабіна ходила по ньому як гайка. Гвинт обертався через шків ременем від парової машини, що стояла у підвалі. Коли гвинт обертався вправо, кабіна йшла вгору, вліво — вниз. Щоб кабіна не оберталася разом з гвинтом, уздовж одного її кута в шахті ліфта проходила рейка-обмежувач. Але ця система виявилася повільною, незручною і дорогою. Було змонтовано тільки два таких ліфта. У готелі він був замінений у 1875 році. У цей період ліфти, як правило, приводилися в рух від парової машини по напрямних, підйомні канати намотувалися і змотувалися з барабана. В США такі ліфти називалися «вертикальна залізниця».
У 1867 р. на Всесвітній виставці в Парижі були вперше показані гідравлічні ліфти, які мали ряд переваг в порівнянні з канатними. Пізніше такий ліфт встановили на Ейфелевій вежі. На цих ліфтах вдалося досягти високої швидкості руху кабіни — до 3,5 м / с, але через значні первісну вартість та експлуатаційні витрати довелося від них відмовитися.
У 1878 році був винайдений обмежувач швидкості, що дозволяє включати уловлювач при перевищенні номінальної швидкості.
Перший електричний ліфт був запатентований в 1861 році все тим же Отісом. Перший електричний пасажирський ліфт з рейковим механізмом був виготовлений німецькою фірмою Siemens Halske в 1880 році. Він піднімався на висоту 22 метри за 11 с. Перший електричний ліфт фірми «Отіс» був змонтований в одному з нью-йоркських хмарочосів у 1889 році. З тих пір проблема підйому більше не стримувала зростання будівель вгору. Наприкінці XIX століття з'явилися лебідки с канатоведучими шківами, це були лебідки з подвійним обхватом шківа.
До початку XX століття електричні ліфти одержали широке поширення, поступово витісняючи ліфти з іншими типами приводів. У 1920-х роках з'явилися лебідки з одинарним охоплюванням канатотягового шківа, які широко застосовуються і зараз. В Російської імперії не було великої кількості високих інженерних споруд через велику кількість земельного фонду і недостатній технічний розвиток. Ліфти у більшості випадків використовувалися тільки в промисловості. У зв'язку з Першою світовою війною, зміною влади, громадянською війною та економічним спадом вітчизняне ліфтобудування помітно відставало від зарубіжного. Тільки після закінчення Другої світової війни ліфтобудування отримало розвиток. У промисловому виробництві ліфтів СРСР поступався лише США і Японії, а продукція потрапляла на світовий ринок.
Наприкінці 1940-х років, в СРСР було освоєно серійне виробництво типових конструкцій ліфтів загального призначення і швидкісних ліфтів. У 1955-56 роках ВНІІПТМАШ спільно з трестом «Союз-Ліфт» створили типовий ряд конструкцій пасажирських ліфтів для житлових будинків і громадських будівель вантажопідйомністю від 320 до 1000 кг, а також типовий ряд вантажних ліфтів вантажопідйомністю від 100 до 5000 кг і лікарняний ліфт вантажопідйомністю 500 кг. Найбільший розвиток вітчизняне ліфтобудування отримало в 1963 році, коли було організовано Центральне проектно-конструкторське бюро з ліфтів.
ЦПКБ з ліфтів в 1966–67 роках розробило новий параметричний ряд пасажирських і вантажних ліфтів, представлений 36 моделями та 62 виконаннями. Зі зростанням великих міст і появою багатоповерхової забудови значно зріс і ліфтовий парк. Наприкінці 1990-х років з'явилися ліфти, в яких управління здійснювалося із застосуванням дуже малої кількості електроконтактних реле. Головним керівним елементом став мікроконтролер, тобто відбувся перехід на сучаснішу елементну базу. Незважаючи на значне різноманіття типів і конструкцій сучасних ліфтів, всі вони складаються з основних елементів, що мають принципово однакове значення.
Вперше ліфт без машинного приміщення був побудований в 1997 році фінською фірмою KONE, — Kone Monospace. Було використано принципово новий тип привода — безредукторний електромагнітний ECODISC, що споживає на 70 % менше електроенергії, аніж гідравлічний ліфт.
Другою компанією у світі, яка почала випускати ліфти без машинного приміщення, в 2000 році стала Otis. Вона застосувала в своїй конструкції привод Gen2, що використовує замість металевих тросів поліуретанові ремені, які, на думку розробників, повинні були знизити шум. Але в результаті вони породили інші проблеми: Зокрема, примхливість нового привода до незначного просідання стін шахти (притаманне для всіх нових будівель), через що замість безшумності виходив сильний скрегіт ременів до тих пір, поки привід заново не настроювався строго по горизонту, що могло тривати роками.
У тому ж 2000 році ліфтами без машинного приміщення відзначилася компанія Schindler, також, як і Otis, що використовує ремені.
У 2007 році компанія Сіті Ліфт випустила перший російський енергоощадний ліфт без машинного приміщення БМП.
У ліфтах БМП і ВМП з канатною підвіскою кабіна встановлена на раму L-подібної конструкції. Консольна конструкція і підвіска 1:1 забезпечують просту установку, властиву для гідравлічного ліфта, а також комфортне переміщення кабіни з низьким рівнем шуму завдяки використанню електроприводу без редуктора. Синхронний електродвигун з постійним магнітом і внутрішнім ротором відповідає всім вимогам, що ставляться до сучасних електродвигунів, використовуваним в приводах ліфтів, а саме: простота установки, добра керованість, дуже низький рівень шуму, висока комфортність переміщення та компактність конструкції
За станом на 2009 року ліфти без машинного приміщення випускають також Mitsubishi Elenessa, ThyssenKrupp Synergy, Fujitec Talon і LG і російський виробник Сіті Ліфт.
У 2007 році компанія KONE розробила ліфт MaxiSpace, що не вимагає не тільки машинного приміщення, а й противаг. Ліфт має максимальні розміри кабіни при наявних габаритах шахти.
У 2018 році відкрилося виробництво ліфтів без машинного приміщення і в Україні на заводі Форстор Індастрі.

## Класифікація ліфтів
За призначенням:
- Пасажирські ліфти. Для перевезення людей. Також допускається перевезення вантажів, якщо загальна маса пасажирів з вантажем не перевищить вантажопідйомності ліфта.
- Лікарняні. Ліфти для лікувально-профілактичних установ. Використовуються для транспортування хворих, в тому числі на лікарняних транспортних засобах (каталках, інвалідних візках) в супроводі персоналу (як правило, ліфтером).
- Вантажопасажирські. Для транспортування людей та вантажів. Має збільшену площу підлоги і розмір дверей. В наш час[коли?] дані ліфти називаються «Пасажирськими».
- Вантажні. Для транспортування вантажів, матеріалів та устаткування.
  - Вантажні з провідником. Для транспортування вантажів та осіб, що їх супроводжують.
  - Вантажні без провідника. Для транспортування тільки вантажів. Обладнуються зовнішнім управлінням, переміщення людей в цих ліфтах не допускається.
  - Вантажні малі. Використовуються переважно в ресторанах і кафе (для підіймання продуктів харчування), бібліотеках, складах тощо. Вантажопідйомність, як правило, від 5 до 300 кг. Підіймання людей на них категорично заборонено.
- Промислові. Для встановлення в будівлях з запиленим, що містить агресивні гази, вибухо- і пожежонебезпечним навколишнім середовищем та для небезпечних виробництв.

За конструкцією:
- Вижимні. У такому ліфті канати обхоплюють кабіну знизу.
- Тротуарні. Кабіна виїжджає з підлоги. Тротуарний ліфт може бути вижимним.
- Вантажні з монорейок, вбудованих у кабіну.
- Вантажні (малі магазинні).
- Інвалідні платформи. Призначені для переміщення людей з обмеженими фізичними здібностями в котеджах, адміністративних і громадських будівлях.
- Пневмоліфти. Працюють за рахунок повітря, яке викачується з циліндра в секції вище кабіни, остання починає підніматися під дією атмосферного тиску знизу кабіни. Підйом здійснюється за рахунок різниці в тисках знизу і зверху кабіни.
- Гідравлічні.
- Котеджні. Від звичайних серійних пасажирських ліфтів відрізняються наступним: низьке енергоспоживання, можливість працювати в автономному режимі за перебоїв електроживлення в будинку, мала вага, мінімальні габарити шахти.
- Будівельні підйомники. Призначені для підйому та подачі різних вантажів всередину отворів будівель або на дах.
- Ножицеві підйомники. Фіксований підйомний пристрій, призначений для вертикального переміщення предметів з одного рівня на іншій.
- Системи паркування автомобілів.
- Панорамні. Не мають власних ліфтових шахт. З кабіни панорамного ліфта пасажирам відкривається огляд зовнішнього простору. Прозорість стін ліфта позбавляє деяких людей відчуття дискомфорту під час перебування в обмеженому просторі.
- Домашні ліфти. Ліфти встановлюються в квартирах і житлових будинках з живленням від звичайної мережі 220 В змінного струму, здатні за мінімальної потужності (від 700 Вт) піднімати і опускати до 300 кг, потрібна мала вага ліфта для зменшення впливу на будівельні конструкції.

За конструкцією привода:
- З електричним приводом:
  - З барабанними лебідками. Мають жорстке з'єднання кабіни і противаги з барабаном.
  - Лебідки з канатотяговим шківом. Не мають жорсткого з'єднання кабіни і противаги з канатоведучим шківом.
- З гідравлічним приводом.
- З пневматичним приводом.

За конструкцією привода розрізняють лебідки з редукторним і безредукторним приводом. Лебідки з редукторним приводом застосовуються на ліфтах з невеликими швидкостями, безредукторні лебідки застосовують, навпаки, на ліфтах з великими швидкостями.

## Цікаві факти
- Існують ліфти і для суден. Вони були побудовані (і деякі діють досі) в Канаді, Німеччині, Франції, Україні та Росії.
- З початку XXI століття ведеться розробка проектів зі створення космічного ліфта, який би дозволив піднімати вантажі на навколоземну орбіту.
- Розповідь, що використовується для представлення нових проектів, називається «презентацією для ліфта». Вважається, що така презентація повинна бути досить короткою, щоб її можна було повністю розповісти за час поїздки в ліфті.
- Найвищий хмарочос США («Сірс Тауер» у Чикаго) має 106 ліфтів, 16 з яких — двоповерхові, тобто приймають і висаджують пасажирів відразу з двох поверхів. Два експрес-ліфта для відвідувачів оглядового майданчика на даху долають 412 метрів за хвилину і кілька секунд.
- Найшвидкісніші ліфти встановлені у вежі Тайбей 101 — швидкість 16,83 м / с (60,6 км / год)1 — з приводом ECODISC фірми KONE.

## Основні глобальні виробники ліфтового обладнання
- Otis elevator company є лідером в ліфтовій галузі та є частиною однієї з найбільших фінансово-промислових груп США United Technologies Corporation (UTC).
- Schindler Group, яка є другою за обсягами продажу ліфтів у світі зі штаб-квартирою в Швейцарії.
- KONE, що входить в трійку лідерів зі штаб-квартирою в Фінляндії.
- ThyssenKrupp, один із найбільших виробників зі штаб-квартирою в Німеччині.